# Tullio Solenghi
Tullio Alberto Gianfranco Solenghi  (Génova, 21 de marzo de 1948) es un actor, comediante y personalidad televisiva italiano.
Fue integrante del Trío con Massimo Lopez y Anna Marchesini.

## Filmografía
| Televisión | Televisión             | Televisión       | Televisión |
| Año        | Título                 | Papel            |            |
| ---------- | ---------------------- | ---------------- | ---------- |
| 1990       | I promessi sposi       | Renzo Tramaglino |            |
| 2018       | È arrivata la felicità | Antongiulio      |            |
| 2020       | Skarjupé               | Friederick       |            |